# Xianyang
Xianyang (cinese: 咸阳; pinyin: Xiányáng) è una città-prefettura della Cina nella provincia dello Shaanxi.